# 札幌カスタムカーショー
札幌カスタムカーショー（さっぽろカスタムカーショー・SAPPORO Custom Car Show）は、北海道札幌市白石区の札幌流通総合会館（アクセスサッポロ）で2011年（平成23年）から2014年（平成26年）まで開催されていた、カスタムカーを中心とした自動車展示会である。

## 概要
| 回数  | 開催年月日              | 総入場者数 （土曜日：日曜日） |
| ----- | ----------------------- | ----------------------------- |
| 第1回 | 2011年7月16日 - 7月17日 | 8,958名 （2,716名：6,242名）  |
| 第2回 | 2012年7月14日 - 7月15日 | 9,161名 （3,013名：6,148名）  |
| 第3回 | 2013年7月20日 - 7月21日 | 9,275名 （2,746名：6,529名）  |
| 第4回 | 2014年7月19日 - 7月20日 | 7,179名 （1,751名：5,428名）  |

- 2000年（平成12年）から2007年（平成19年）まで毎年春[注 1]に開催されていた『札幌オートサロン』の実質的後継イベントとして2011年よりスタート。東京オートサロン事務局の公認イベントでもある。
- 2010年（平成22年）より福岡ドームにて毎年2月中旬に開催されている『福岡カスタムカーショー』より規模は小さいものの、オートサロン時代同様、道内の企業や自動車ショップが多く出展しているのも特徴である。
- 第3回を除き、開催日は7月唯一の祝日である「海の日」に近い土曜日と日曜日に設定されていた。土曜日よりも日曜日の方が入場者数が多いが、いずれの年も総入場者数が1万名に達しておらず、特に第4回は過去最低の入場者数となった。こうした事情もあってか2015年（平成27年）度[注 2]以降は開催されていない。
  - その後2016年（平成28年）6月19日、真駒内セキスイハイムスーパーアリーナで『札幌カスタムスーパーカーショー』という催しが行われていたが、当ショーとは主催者が異なっており、関連性もない[2]。

## エピソード
- 例年、開催日が本州方面で行われる自動車レースと重複していた。第1回と第2回は富士スピードウェイ（静岡県）で開催されたフォーミュラ・ニッポン、第3回はツインリンクもてぎ（栃木県）で開催されたスーパー耐久、第4回はスポーツランドSUGO（宮城県）で行われたSUPER GTと同日だった。

- 2011年は当時「D1グランプリ」のイメージガールを務めた歌手・鈴木蛍（北海道士別市出身。女性歌手グループ「sherry」の元メンバー）がD1ブースでPR活動を展開。開催翌日の7月18日は新千歳モーターランドで出展車両の走行会が行われ、D1ドライバーの上野高広選手（室蘭市出身）と共にBMWを試乗した[3]。なお、上野は2013年も当ショーに来場しており、この時は白老カーランドのブースでPR活動を行っていた[4]。
- 2012年はオートサロンのイメージガールユニット「A-class」の同年度メンバーだった柏木美里、清水恵美、前田真麻、加藤遥の4人が登場。ステージショー出演の他、カスタムカーコンテスト表彰式のアシスタントも行ったが、オートサロン会場限定発売だった公認CDアルバム『TOKYO AUTOSALON 2012 presents EVOLUTION #08』やキャラクター商品の販売はなかった。ちなみにA-classが札幌カスタムカーショーに出演したのはこの年のみで[注 3]、北海道のイベントに出演出来たのは現時点（2016年）で当ショーが最後となっている。
- 「北海道すたいる」（BS日テレ）リポーターで知られる道内在住のモデル・児玉里蘭は第1回から毎年参加している。第1回と第2回では屋外展示場にて「ドレスアップグランプリ」が行われており、児玉自身もフォトセッションのモデルを務めていた[5]。
- 開始以来、当イベントのための無料シャトルバス運行は一度も行われていない。